# خليل أباد (نارستان)
خلیل أباد (بالفارسية: خلیل‌آباد) هي قرية تقع في إيران في قسم نارستان الريفي. يقدر عدد سكانها بـ 165 نسمة .